# Allium akaka
Espèce
Classification APG III (2009)
Allium akaka est une espèce d'oignon de la famille des Amaryllidacées originaire du Nord et du Nord oust de l'Iran,,,,,.

## Taxonomie
Plusieurs noms infraspécifiques ont été inventés faisant référence à des taxons désormais généralement considérés comme des espèces distinctes à ne pas inclure dans  Allium akaka :
- Allium akaka subsp. akaka.
- Allium akaka subsp. haemanthoides (Boiss. & Reut. ex Regel) Wendelbo, maintenant synonyme de Allium haemanthoides Boiss. & Reut. ex Regel (1973).
- Allium akaka f. major Turrill, désormais synonyme de Allium ubipetrense R.M.Fritsch (1938).
- Allium akaka var. regale Tamamsch, maintenant synonyme de Allium materculae Bordz. (1935).
- Allium akaka subsp. shelkovnikovii (Grossh.) Wendelbo, maintenant synonyme de Allium shelkovnikovii Grossh. (1973).
- Allium akaka subsp. bozgushense R.M.Fritsch, Taxon. Rev. Allium subg. Melanocrommyum 64 (2013).

## Description
Allium akaka est une plantes à bulbe à feuilles caduques. Les feuilles sont gris-vertes, simples et basales. Elles sont linéaires à bord entier et à nervures parallèles. Elle présente des fleurs à six pétales de couleur rose-violette pâle qui s'organisent en ombelle. Les plantes forment des capsules de déhiscence loculicide. 
Elle n'est pas sensible au gel. Elle fleurit de juillet à août. L'espèce est hermaphrodite.

## Habitat
Allium akaka provient de Turquie, du Caucase, du nord-ouest de l'Iran et de l'Irak.

## Culture
Les plantes préfèrent un emplacement ensoleillé sur des sols secs à frais. Le substrat doit être limono-sableux, limono-graveleux ou argilo-sableux. Les plantes supportent des températures jusqu'à −12 °C.

## Utilisation
Les feuilles sont consommées en Iran.